# Apple Profile

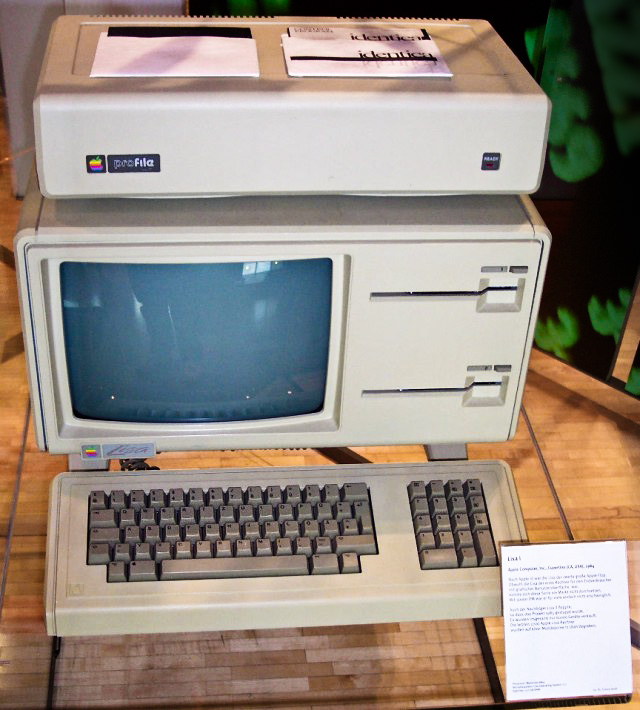
El Apple Lisa con un disco duro ProFile.

El ProFile fue el primer disco duro producido por Apple Computer, inicialmente para usar con el computador personal Apple III. El modelo original tenía una capacidad formateada de 5 MB y estaba conectado a una plaqueta especial insertada en un slot del Apple III. En 1983 Apple ofreció una plaqueta para el Apple II, con soporte de software para el ProDOS y Apple Pascal.
También en 1983, Apple introdujo el computador Lisa, el cual era normalmente vendido con un ProFile. El ProFile podía ser conectado a un puerto paralelo integrado en el Lisa, o a un puerto de la interfaz doble puerto paralelo. Hasta tres de estas placas podían ser instaladas, lo que en principio daba la posibilidad de conectar hasta 7 unidades ProFile en el Lisa.
El ProFile de 5 MB fue el primer disco duro de Apple, y fue introducido en septiembre de 1981 a un precio de US$ 3.499. Más tarde, se ofreció un modelo de 10 MB, pero requería una actualización del PROM/placa interfaz para reconocer los 5 MB adicionales.
Internamente, el ProFile consistía del mecanismo de una unidad Seagate ST-506, sin la electrónica de Seagate electronics, una placa con circuitos analógicos y digitales diseñada y fabricada por Apple, y una fuente de poder.
Posteriormente los modelos Lisa podían configurarse una unidad interna 10 MB "Widget" diseñada y construida enteramente por Apple, pero el Widget nunca fue ofrecido como un producto externo para usarse en otros computadores Apple.
Apple no ofreció ningún otro disco duro hasta el lanzamiento del Hard Disk 20 diseñado específicamente para el Macintosh 512K en septiembre de 1985 el cual no podía usarse en las familias Apple II o III, o en las series Lisa. El Profile no podía usarse en los computadores Macintosh o en el computador Apple IIc (para el cual Apple nunca ofreció disco duro externo de ningún tipo).
Para septiembre de 1986, el ProFile pudo ser reemplazado con la primera unidad multiplataforma SCSI Hard Disk 20SC para el Macintosh y una placa interfaz para la familia Apple II (excluida la serie IIc, el cual no tenía interfaces SCSI de ningún tipo) y las series Lisa/XL.